# Martin Gies
Martin Gies (* 2. November 1951 in Lüdenscheid) ist ein deutscher Regisseur und Drehbuchautor.

## Leben
Martin Gies, der jüngere Bruder des Regisseurs Hajo Gies, machte 1969 am Aachener Kaiser-Karls-Gymnasium sein Abitur und studierte anschließend an der Hochschule für Fernsehen und Film München Regie. Von 1975 bis 1979 arbeitete er als freier Autor. 1979 bis 1981 war er Dramaturg und Filmproduzent bei der Bavaria. Seit 1982 arbeitet Gies als freier Regisseur und inszenierte unter anderem 1999 die Filmkomödie Höllische Nachbarn – Nur Frauen sind schlimmer.
Martin Gies schrieb mehrere Drehbücher für die Krimireihe Tatort, darunter Das Mädchen von gegenüber (1977), Der Feinkosthändler (1978) und Gebrochene Blüten (1988), bei denen Hajo Gies Regie führte. Für die Schimanski-Folge Das Mädchen auf der Treppe (1983) lieferte er ebenso die Vorlage wie für den Schimanski-Kinofilm Zabou (1986), letzterer abermals unter der Regie seines Bruders.
Martin Gies ist Mitglied im Bundesverband Regie (BVR).

## Filmografie
- 1986: Der Fahnder (zwei Folgen)
- 1990: Tatort – Rendezvous (Fernsehreihe)
- 1991: Peter Strohm (drei Folgen)
- 1991: Hecht & Haie
- 1995: Ich, der Boß
- 1995–2007: Ein Fall für zwei  (sechs Folgen)
- 1996: SK Babies (zwei Folgen)
- 1997: Faust – Spaghetti Bolognese
- 1997: Ein starkes Team – Roter Schnee
- 1997: Kleine Einbrecher
- 1999: Die hohe Kunst des Seitensprungs
- 1999: Tatort – Die apokalyptischen Reiter
- 2000: Tatort – Die Frau im Zug
- 2000: Höllische Nachbarn – Nur Frauen sind schlimmer
- 2001: Tatort – Eine unscheinbare Frau
- 2001: Tatort – Gute Freunde
- 2002: Drei mit Herz
- 2003: Pfarrer Braun: Der siebte Tempel
- 2003: Pfarrer Braun: Das Skelett in den Dünen
- 2005: Brücke zum Herzen
- 2006: Nicht ohne meine Schwiegereltern
- 2007: Reife Leistung!
- 2007: Wilsberg – Unter Anklage
- 2007: Wilsberg – Die Wiedertäufer
- 2008: Plötzlich Millionär
- 2008: Unser Mann im Süden (vier Folgen)
- 2009: Woche für Woche
- 2010: Lilly Schönauer – Liebe mit Hindernissen
- 2010: Weihnachten im Morgenland
- 2011: Der Mann auf dem Baum
- 2011–2016: Inga Lindström
  - Wilde Pferde auf Hillesund
  - Vier Frauen und die Liebe
  - Ein Lied für Solveig
  - Herz aus Eis
  - Die zweite Chance
  - Gretas Hochzeit